# Цитрат неодима(III)
Цитрат неодима(III) — химическое соединение,
соль неодима и лимонной кислоты
с формулой NdC6H5O7,
растворяется в воде,
образует кристаллогидраты.

## Физические свойства
Цитрат неодима(III) образует кристаллы.
Растворяется в воде.
Образует кристаллогидрат состава NdC6H5O7•3H2O — кристаллы
моноклинной сингонии,
пространственная группа P 21/c,
параметры ячейки a = 0,6295 нм, b = 0,9794 нм, c = 1,8346 нм, β = 111,41°, Z = 4
.
Образует кислые соли состава NdH3(C6H5O7)2.